# Biała zgnilizna

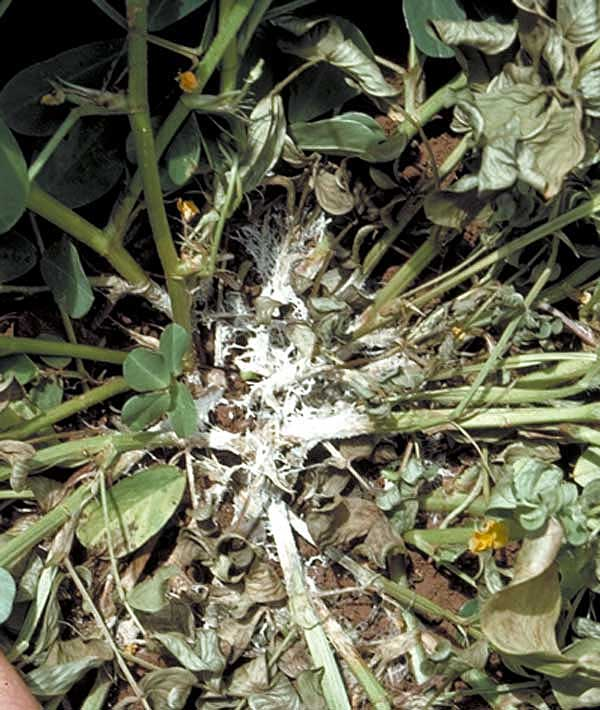
Biała grzybnia na porażonej roślinie

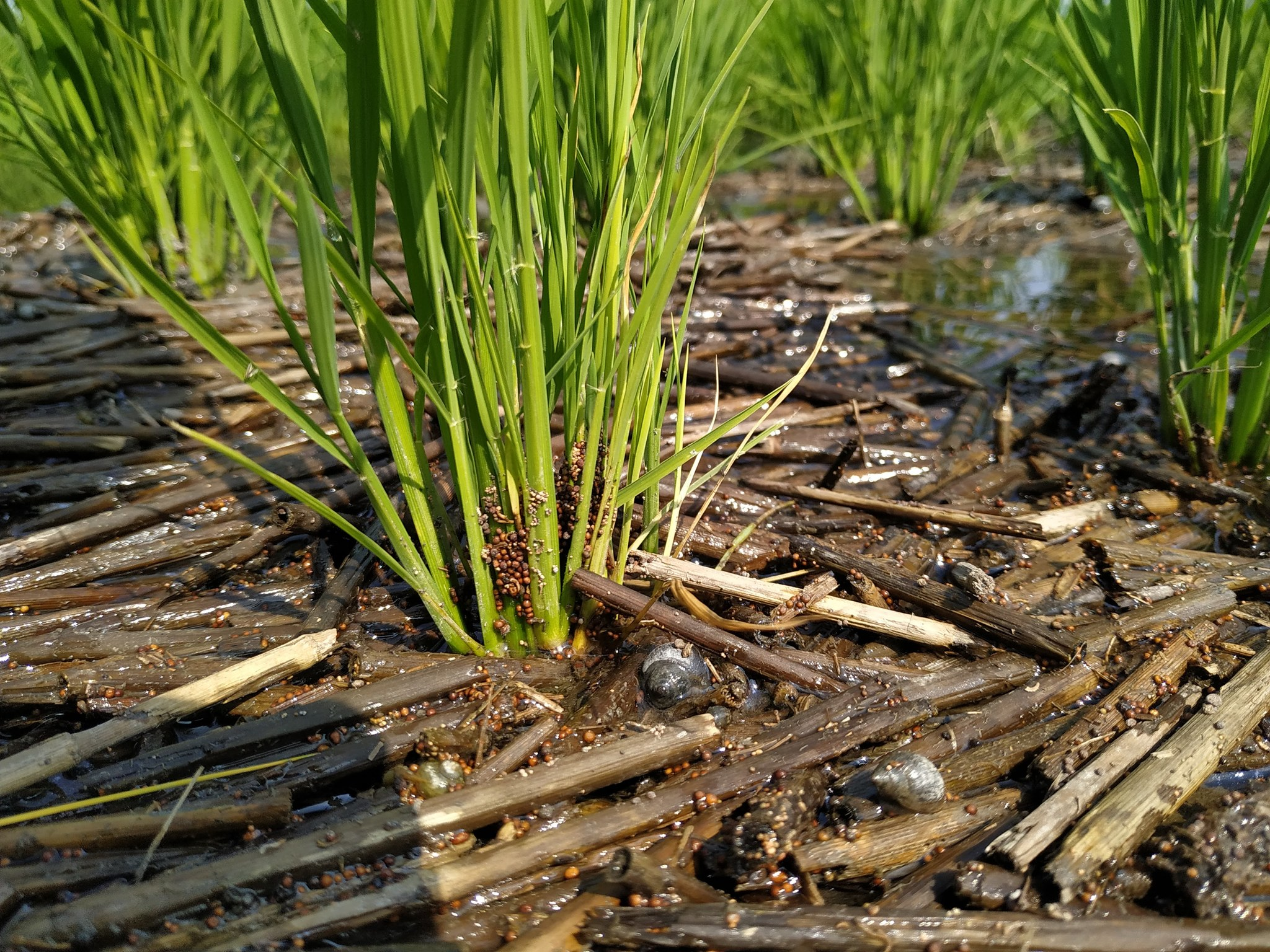
Sklerocja Agroathelia rolfsii na roślinie i na podłożu

Biała zgnilizna (ang. Southern blight, Southern stem blight, White mold) – grupa grzybowych chorób wywołana przez Agroathelia rolfsii. Patogen ten poraża ponad 500 gatunków roślin.

## Występowanie i szkodliwość
Jest to groźna choroba roślin występująca na całym świecie, ale głównie krajach tropikalnych. W 1928 r. w USA A. rolfsii i nicienie wyrządziły więcej szkód w południowych stanach niż jakikolwiek inny patogen. Pomimo znacznych badań nad tą chorobą, jej zwalczanie nadal stanowi problem.
Agroathelia rolfsii poraża wiele gatunków roślin uprawnych, m.in. ziemniaki, pomidory i orzeszki ziemne, a także wiele roślin ozdobnych zdrewniałych oraz jednorocznych i wieloletnich roślin zielnych. Wśród roślin uprawnych w Polsce powoduje choroby: biała zgnilizna irysa, biała zgnilizna tulipana, biała zgnilizna konwalii, biała zgnilizna eustomy, biała zgnilizna storczyków, biała zgnilizna draceny, kordyliny, biała zgnilizna fikusa, biała zgnilizna stefanotisa, biała zgnilizna juki oraz zgnilizna jabłek „rybie oko”.

## Objawy
Agroathelia rolfsii infekuje sadzonki, rośliny zielne, rośliny zdrewniałe oraz korzenie mięsiste, cebule lub owoce. Najczęściej infekuje dolną część łodygi w pobliżu lub na powierzchni gleby, ale może również zainfekować dowolną część podatnej rośliny, o ile istnieją sprzyjające warunki środowiskowe. Pierwszym zauważalnym objawem jest więdnięcie. Zwiędłe rośliny często zamierają i szybko obumierają w wyniku rozległej zgnilizny dolnej części łodygi.
U wielu roślin zielnych i zdrewniałych żywicieli choroba zaczyna się od małej, nasiąkniętej wodą zmiany na dolnej części łodygi na powierzchni gleby lub w jej pobliżu. Zmiana ta szybko się rozprzestrzenia, opasując łodygę. W przypadku wielu roślin zielnych i sadzonek zmiana obejmująca cały obwód łodygi szybko powoduje więdnięcie rośliny i jej wywrócenie się. U wielu roślin żywicielskich zwiędłe liście stopniowo brązowieją i pozostają zwisające na roślinie.
Gdy dolne łodygi roślin zielnych obumierają, w miejscu uszkodzenia rozwija się biała opilśń, która często rozprzestrzenia się na pobliską powierzchnię gleby. Niedługo po rozwinięciu się opilśni zaczynają pojawiać się małe (o średnicy 0,5–1 mm), białe, okrągłe sklerocja, które wkrótce stają się gładkie i jasnobrązowe, brązowe lub czarne. Są to przetrwalniki i można je zobaczyć w grzybni, na chorych tkankach nad lub pod ziemią, na powierzchniach gleby lub w szczelinach gleby.
Zakażenia roślin zdrewniałych zwykle zaczynają się od zgnilizny korzeni. W sprzyjających patogenowi warunkach charakterystyczna biała opilśń i sklerocja rozwijają się również w miejscach zakażenia korzeni. Więdnięcie liści i zamieranie rozwijają się w wyniku gnicia dolnej części pnia lub tkanek korzenia.
U jednoliściennych objawy i oznaki choroby różnią się od tych opisanych powyżej dla dwuliściennych. Brązowe zmiany pojawiają się na korzeniach i dolnych częściach łodygi. Zmiany są często małe, ale mogą sięgać do pustej części łodygi. Pasma grzybni rosną wewnątrz dolnych międzywęźli. Owoce mogą wyglądać normalnie, ale są pozbawione ziarna. Może również wystąpić przedwczesne dojrzewanie. Maty białej grzybni rozwijają się i rozprzestrzeniają w górę wewnątrz i na zewnątrz osłon liści. Grzybnia ostatecznie rozprzestrzenia się na podstawę źdźbeł trawy, gdzie rozwijają się sklerocja.
U bylin następuje miękka zgnilizna bulw, cebul i kłączy. Na bulwach powstają małe, lekko zapadnięte zmiany o średnicy 2–3 mm, które przy przetchlinkach rozwiną się w zmiany o żółtobrązowym kolorze. Tkanki stają się miękkie i zapadnięte, a grzybnia i sklerocja rozwijają się obficie na gnijących tkankach. Czasami do wcześniej uszkodzonych przez patogena tkanek wnikają bakterie, co powoduje zauważalny, kwaśny zapach. U zaatakowanych cebul narcyza kilka warstw łusek staje się czerwonobrązowych z białymi smugami. Zgniłe tkanki są początkowo wilgotne, ale później tkanki wysychają i pachną wysuszonym, zgniłym drewnem. W zgniłych miejscach rozwijają się sklerocja.
Mogą też być zaatakowane liście dotykające ziemi. Nekrotyczne plamy liści opisano na wielu roślinach, zwykle w warunkach wysokiej wilgotności w pobliżu powierzchni gleby. Odnotowano kilka przypadków plam liści w miejscach znacznie powyżej gleby. Plamy są okrągłe, średniobrązowe do jasnobrązowych lub słomkowych z wąskimi obramowaniami i zwykle mają średnicę jednego cm lub mniejszą. Wiele zmian ma koncentryczne pierścienie, a na małych kępach grzybni często rozwijają się w sklerocja.

## Ochrona
Stosuje się zabiegi podobne jak w przypadku większości grzybowych patogenów roślin przenoszonych przez glebę; usuwanie chorych roślin, usuwanie lub obróbkę gleby, obróbkę roślin, płodozmian, stosowanie odmian odpornych lub kombinację tych praktyk:
- należy kupować wyłącznie rośliny, sadzonki lub nasiona wolne od patogenów;
- w szklarni wszystkie doniczki i sprzęt do sadzenia muszą być czyste i wolne od patogenów, a podłoże do sadzenia również musi być wolne od patogenów;
- do sadzenia roślin należy wybrać obszary, w których do tej pory nie występowała A. rolfsii;
- jak najwcześniejsze usunięcie porażonych roślin. Zapobiega to rozwojowi inokulum grzybowego w glebie. Usuwanie takich roślin jest możliwe w ogrodach, szkółkach i szklarniach, ale nie w warunkach polowych;
- sklerocja patogenu przeżywają w glebie przez 3–4 lata; w przypadku wystąpienia go na polu przez taki okres nie powinno się na nim uprawiać roślin podatnych na białą zgniliznę;
- należy usuwać resztki pożniwne, a pojemniki, doniczki, narzędzia poddawać dezynfekcji,
- po zbiorach powinna być wykonana głęboka orka. Na głębokości 45 cm sklerocja nie przeżywają dłużej niż 45 dni, ponadto głęboka orka usuwa kontakt sklerocjów z tkankami korzeni
- szybkiemu wzrostowi grzybów zapobiega utrzymywanie pH gleby na poziomie 6,5, napowietrzanie gleby, unikanie zagęszczenia roślin[2].